# Harengula humeralis
Harengula humeralis és una espècie de peix pertanyent a la família dels clupeids.

## Descripció
- Pot arribar a fer 22 cm de llargària màxima (normalment, en fa 15).
- 13-21 radis tous a l'aleta dorsal i 12-23 a l'anal.
- Cos esvelt.[6][7][8][9]

## Depredadors
És depredat per Tylosurus crocodilus crocodilus, Scomberomorus cavalla i el mero de Nassau (Epinephelus striatus).

## Hàbitat
És un peix marí, associat als esculls i de clima subtropical (34°N-15°N, 90°W-53°W) que viu entre 0-50 m de fondària.

## Distribució geogràfica
Es troba a l'Atlàntic occidental: Bermuda, Florida (els Estats Units), el mar Carib i les Guaianes.